# Carl von Nellessen
Carl Martin Nellessen (* 18. November 1799 in Aachen; † 21. April 1871 in Köln; ab 1862 Carl Martin Freiherr von Nellessen) war ein deutscher Tuchfabrikant, Politiker und Rittergutsbesitzer.

## Leben und Wirken
Der Sohn des Tuchfabrikanten Franz Carl Nellessen und der Rosalia Theyssen (1765–1840) übernahm nach dem Tod des Vaters 1819 zusammen mit seinen Brüdern Heinrich (1789–1866), Theodor (1802–1888) und Franz (1805–1862) die väterliche Tuchfabrik C. Nellessen, J. M. Sohn. Ab 1826 modernisierten und erweiterten sie das Unternehmen und führten unter anderem die Dampfmaschine ein. Gemeinsam waren sie auch dafür verantwortlich, dass es vor ihren Fabriktoren zum Aachener Aufruhr vom 30. August 1830 kam, bei welchem sich die Fabrikarbeiter gegen Strafabzüge bei der Lohnauszahlung beschwerten.

Neben seinen beruflichen Verpflichtungen war Carl Nellessen in vielfacher Weise auch politisch engagiert. So wurde er in den Rat der Stadt Aachen gewählt und bekleidete von 1850 bis 1871 das Amt des Beigeordneten Bürgermeisters. Darüber hinaus war er von 1843 bis 1845 und erneut im Jahr 1865 Mitglied der Ritterschaft des Provinziallandtages der Rheinprovinz.

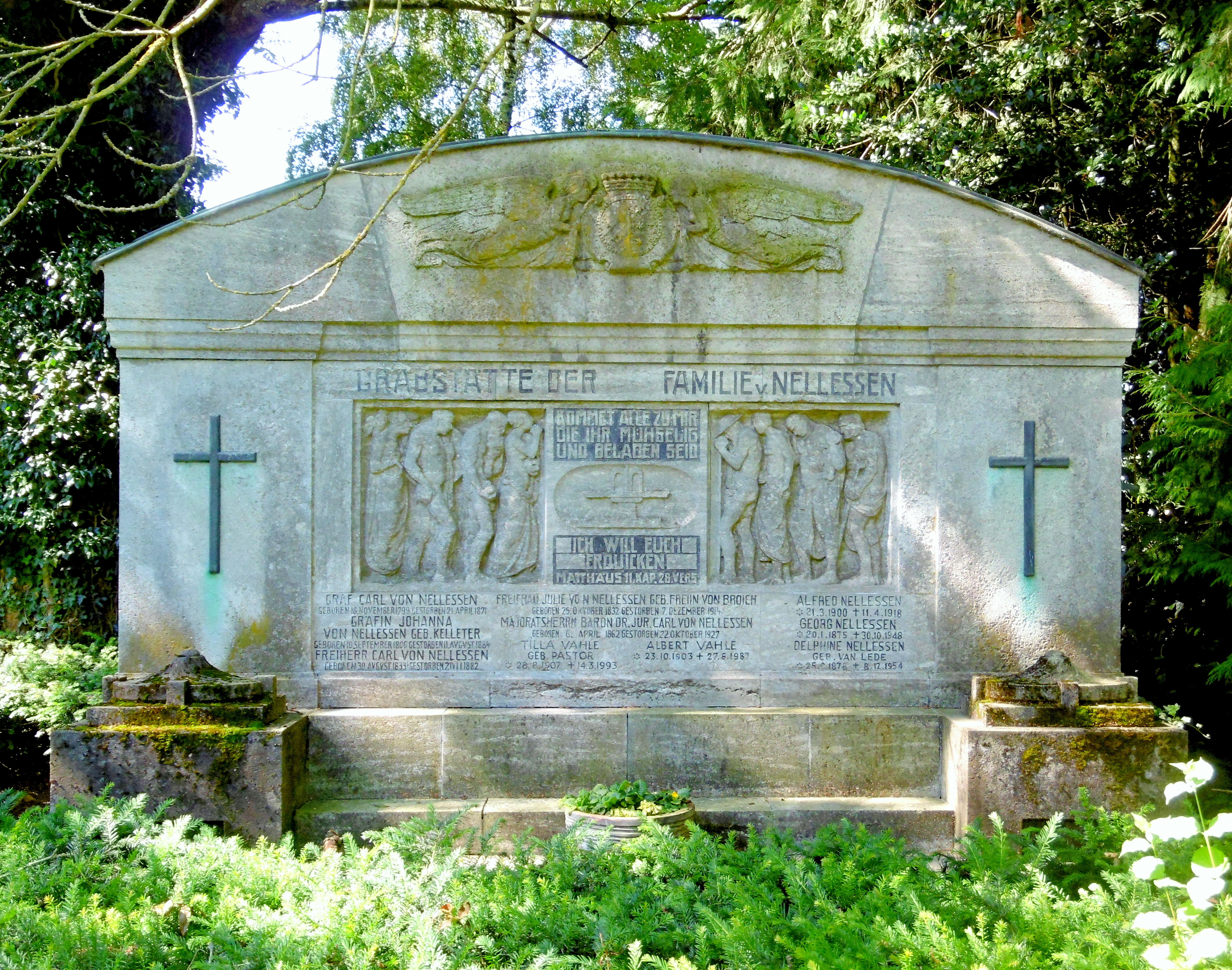
Grabstätte der Familie Nellessen auf dem Friedhof Forst, 2024

Im Jahre 1854 wurde Nellessen zum lebenslangen Mitglied des Preußischen Herrenhauses ernannt und zwei Jahre später in den Adelsstand sowie 1862 in den Freiherrnstand erhoben. Bereits am 23. Mai 1855 war er zum Römischen Graf (comes aulae Lateranensis et Palatii apostolici), einem von der Römischen Kurie verliehenen päpstlichen Grafentitel, ernannt worden.
1828 heiratete Nellessen die Aachenerin Tuchfabrikantentochter Johanna Sibylla Kelleter (1806–1884). Die Ehe blieb kinderlos. Carl Martin Freiherr von Nellessen starb am 21. April 1871, am 25. April 1871 wurde er auf dem Aachener Ostfriedhof beerdigt. Später wurde sein Körper exhumiert und in einer von dem Architekten Hugo Schneider erbauten Grabkapelle auf dem Gut Schönthal neben seiner Ehefrau beigesetzt. 1944 wurden das Gut und die Kapelle bei den Kämpfen um Aachen während des Zweiten Weltkriegs schwer beschädigt, so dass die dort Bestatteten nach dem Krieg auf den Friedhof Forst bei der Kirche St. Katharina umgebettet wurden.
In seinem Testament stiftete Nellessen 100.000 Thaler Preussisch Courant zur Förderung der Berufsausbildung von christlichen Mädchen und Jungen, die bis heute existiert.

## Gut Schönthal und Nellessenpark
Am 12. Mai 1860 erwarb Nellessen das am Beverbach in Aachen-Forst gelegene Gut Schönthal, nebst dazugehörenden 450 Morgen Ackerland und Wiesen sowie 200 Morgen Eichen- und Buchenwald und stiftete das gesamte Anwesen als Familienfideikommiss, welches als Majorat weitergegeben werden sollte. Zum Gut gehörte die „Buschmühle“, die ab 1574 als Kupfermühle, ab 1735 als Walkmühle und ab 1810 als Wollspinnerei diente. Im Jahr 1822 musste sie neu erbaut werden und fungierte zunächst als Öl- und Kornmühle, ab 1830 wiederum als Walkmühle und ab 1843 als Getreidemahlmühle bis zu ihrer kriegsbedingten Zerstörung im Jahr 1943.

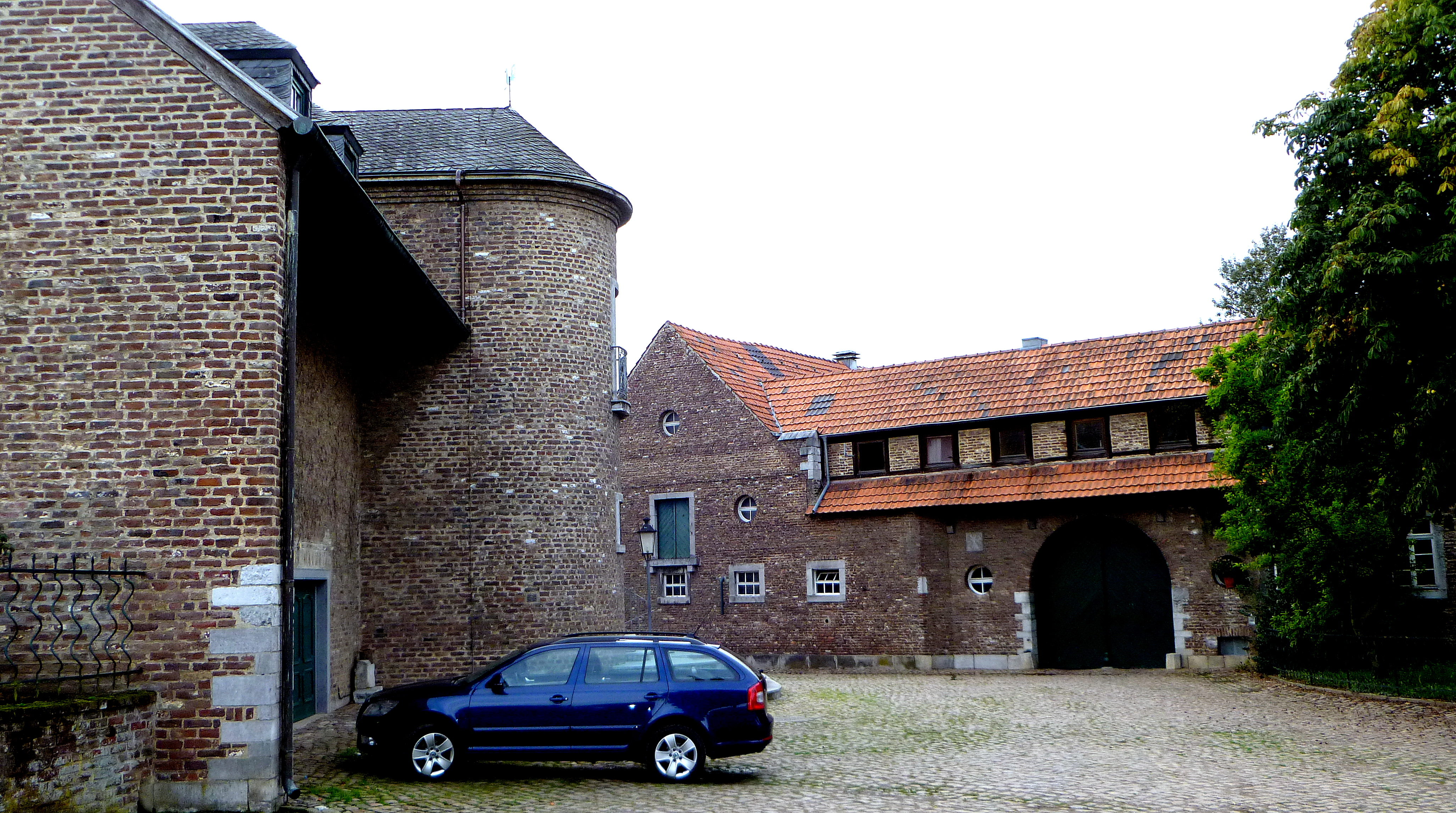
Gut Schönthal (Ausschnitt)

Die weitläufige Parkanlage mit ihren schattenspendenden Bäumen und dem kühlenden Bach diente der Großfamilie Nellessen und ihren befreundeten Familien als Refugium zur Erholung und zur Jagd. Da Carls Ehe mit Johanna Sibylla Kelleter (1806–1884) aber kinderlos blieb, vermachte er den Besitz seinem Neffen, dem Handelsrichter und Stadtverordneten Franz Carl Freiherr von Nellessen (1833–1882), einem Sohn seines Bruders Franz, welcher 1872 ebenfalls in den Freiherrnstand erhoben worden war. Schließlich ging der Besitz auf dessen Sohn Carl Adolph Freiherr von Nellessen (1862–1927) über, der allerdings ebenfalls kinderlos starb, woraufhin das Nellessen’sche Majorat auf Georg Nellessen (1875–1948) überging, einem Enkel von Carl von Nellessens Bruder Theodor.
Danach übernahm das Anwesen eine Erbengemeinschaft, die im Jahr 1969 den Nellessenpark für die Allgemeinheit öffnete, wodurch er Teil des Aachener Walds wurde und wovon vor allem die umliegenden Reiterhöfe profitierten. Da sich die Erbengemeinschaft aber über die kostspielige Bewirtschaftung des Parks nicht einigen konnte, wurde seit einigen Jahren versucht, diesen meistbietend zu versteigern. Das Gut selbst gehört in heutiger Zeit zu den Betrieben des Kreispferdesportverbandes Aachen und steht unter Denkmalschutz.